# Ateli Mandi
Ateli Mandi är en ort i Indien.   Den ligger i distriktet Mahendragarh och delstaten Haryana, i den norra delen av landet, 110 km sydväst om huvudstaden New Delhi. Ateli Mandi ligger 290 meter över havet och antalet invånare är 6 176.
Terrängen runt Ateli Mandi är platt, och sluttar norrut. Runt Ateli Mandi är det tätbefolkat, med 476 invånare per kvadratkilometer. Närmaste större samhälle är Nārnaul, 16,1 km väster om Ateli Mandi. Trakten runt Ateli Mandi består till största delen av jordbruksmark.